# روز ملی آزادی کره
روز ملی آزادی کره جشنی است که هر ساله در ۱۵ اوت در کره جنوبی و کره شمالی جشن گرفته می‌شود. این یادبود روز پیروزی بر ژاپن است، زمانی که ایالات متحده و اتحاد جماهیر شوروی کره را از ۳۵ سال حکومت ژاپن، آزاد کردند.

## ریشه‌شناسی
این جشن در کره جنوبی با نام گوانگ بوکجول(Gwangbokjeol)(به کره‌ای: 광복절) شناخته می‌شود به معنای «روزی که نور بازگشت» و همچنین یکی از تعطیلات رسمی در کرهٔ جنوبی است. در کره شمالی با نام چُگوک‌هه‌بَنگ‌ای‌نَل (Chogukhaebangŭi nal) (조국해방의 날) شناخته می‌شود به معنای «روز آزادی میهن» و همچنین یکی از تعطیلات رسمی در کرهٔ شمالی است.
نام Gwangbokjeol از واژگان کره‌ایِ 광 (گوَنگ) به معنای «نور»، 복 (بُک) به معنای «ترمیم» و 절 (جال) به معنی «تعطیلات» ساخته شده‌است. واژهٔ «ترمیم» (بازیابی، بازسازی) به جای واژهٔ «استقلال»، 독립 (دُنگ‌نیپ) استفاده می‌شود تا بنمایاند که چگونه کره برای قرن‌ها قبل از حکومت ژاپن یک ملت بوده‌است.

## تاریخچه

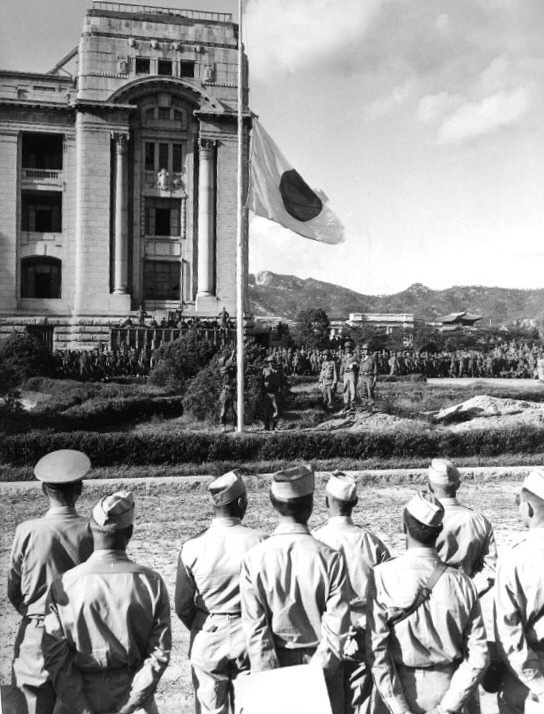
سربازان آمریکایی، پرچم ژاپن در ساختمان دولتی ژاپن در سئول را در ۹ سپتامبر ۱۹۴۵ پایین می‌آورند.

این روز سالگرد اعلام تسلیم بی‌قید و شرط ژاپن در ۱۵ اوت ۱۹۴۵ است. در این روز به تمام نیروهای ارتش امپراتوری ژاپن دستور داده‌شد که تسلیمِ متفقین شوند.
سه سال بعد که دولت‌های دو کره در ۱۵ اوت ۱۹۴۸ مستقلانه ایجاد شدند، سینگمن ری (هواخواه آمریکا) به عنوان نخستین رئیس‌جمهور کره جنوبی انتخاب شد و کیم ایل سونگ (هواخواه شوروی) نخستین رهبر کره شمالی شد. گوانگ‌بوک‌جول در ۱ اکتبر ۱۹۴۹ در کرهٔ جنوبی رسماً تعطیل رسمی تعیین شد و در کرهٔ شمالی با عنوان Chogukhaebangŭi nal (조국해방의 날) به معنای «روز آزادی میهن» شناخته شد.
کره برای سده‌ها یک کشور مستقل بوده‌است، اما چندین بار مورد تهاجم قرار گرفته‌است که آخرین مورد آن دوره حکومت ژاپن بود. پس از استقلال کره در سال ۱۹۴۵، سه سال گذشت تا این کشور در ۱۵ اوت، زمان برگزاری جشن روز آزادی ملی، جمهوری کره را تأسیس کند.
۱۵ اوت توسط بسیاری از کشورها به عنوان روز پیروزی بر ژاپن جشن گرفته می‌شود، روزی که ژاپن شکست خورد و جنگ جهانی دوم به پایان رسید. آمریکا نیز همچین مناسبتی را در ماه سپتامبر که ژاپنی‌ها رسماً اعلامیه تسلیم امضا کردند، گرامی می‌دارد.

## در کرهٔ جنوبی
در کرهٔ جنوبی، بسیاری از فعالیت‌ها و رویدادها در این روز برگزار می‌شوند، مانند مراسم رسمی با حضور رئیس‌جمهور در سالن استقلال کره در چئونان یا در مرکز هنرهای نمایشی سجونگ. در این جشن، پرچم‌های کشورهای گوناگون جهان در میانهٔ راه اطراف منطقهٔ جامسیل سئول بین ورزشگاه المپیک و پارک المپیک پایین آورده و پرچم‌های ملی کره جایگزین آنان می‌شوند.
همه ساختمان‌ها و خانه‌ها تشویق می‌شوند که پرچم ملی کره جنوبی (Taegukgi) را به نمایش بگذارند. در این روز بیشتر موزه‌ها و مکان‌های عمومی برای فرزندان و نوادگان استقلال‌طلبان رایگان هستند و می‌توانند با حمل‌ونقل عمومی و قطارهای میان‌شهری به‌طور رایگان سفر کنند.
آهنگ رسمی گوانگ‌بوک‌جول (광복절 노래) در مراسم رسمی خوانده می‌شود. شعر این آهنگ را جانگ‌این‌بو (정인보) و ملودی‌اش را یون ینگا (윤용하) نوشته‌اند. متن ترانه از «دست زدن دوباره به زمین»، «دریا می‌رقصد»، «این روز، اثر باقی‌مانده از چهل سال خونِ پرشور جامد شد» و «نگهبانی از آن برای همیشه» سخن می‌گوید. دولت به‌طور سنتی عفوهای ویژه‌ای را در این روز صادر می‌کند.

## در کرهٔ شمالی
کرهٔ شمالی هم‌اکنون این جشن را جدا از کرهٔ جنوبی جشن می‌گیرد. با این وجود، این روز تنها تعطیلات کره‌ای است که هر دو کشور جشن میگیرندش. در کرهٔ شمالی، برنامه‌ریزی مراسم عروسی در تعطیلات معمول است.
در ۵ اوت ۲۰۱۵، دولت کرهٔ شمالی تصمیم گرفت که به منطقهٔ زمانی UTC+08:30 بازگردد و گفت که نام رسمی آن زمان پیونگ‌یانگ یا (PYT) خواهدبود. دولت کرهٔ شمالی این تصمیم را به عنوان گسست از «امپریالیسم» شناخت. تغییر منطقهٔ زمانی در هفتادمین سالگرد آزادی کره اعمال شد. کره شمالی در می ۲۰۱۸ این تغییر را تغییر داد.
این تعطیلات هر از چندسالی با رژه نظامی در میدان کیم ایل سونگ و با حضور فرمانده کل نیروهای مسلح کره شمالی جشن گرفته می‌شود. نخستین رژه در سال ۱۹۴۹ در ایستگاه پیونگ‌یانگ برگزار شد. بار دیگر در سال ۱۹۵۳ برگزار شد و سپس تا سال ۱۹۶۰ هر سال اجرا شد. تا اوایل دهه ۲۰۰۰ متوقف شد.